# Маленький Ебнер
«Маленький Ебнер» (англ. Li'l Abner)  — американська кінокомедія Альберта Рогелла 1940 року. Фільм знятий по популярних свого часу коміксах. Дія відбувається в одній казковій країні. Бастер Кітон зіграв у невеликій ролі «стереотипного» індіанця.

## Сюжет
«Маленький» Ебнер (який насправді зовсім не маленький, а дуже навіть великий) ніяк не хоче одружуватися, хоча всі дівчата в селі в нього закохані. Одного разу заїжджий лікар (який насправді зовсім не лікар), пожартував над ним, сказавши, що він завтра помре. З горя від такої новини, він обіцяє одружитися відразу двом дівчатам, думаючи, що тепер вже все одно. На ранок він, звичайно, не помер, але що йому тепер робити?

## У ролях
- Джефф Йорк — «Маленький» Ебнер
- Марта О'Дріскол — Дейзі
- Мона Рей — Пенсі «Мама» Йокум
- Джонні Морріс — Люцифер «Тато» Йокум
- Бастер Кітон — Самотній Тхір
- Біллі Сьюард — кузен
- Кей Саттон — Венді Вілкет
- Джонні Артур — Монтегю
- Волтер Кетлетт — перукар